# جولیا کوهن
 جولیا کوهن (انگلیسی: Julia Cohen؛ زاده ۲۳ مارس ۱۹۸۹) یک تنیس‌باز اهل ایالات متحده آمریکا است.